# نهرالکلب

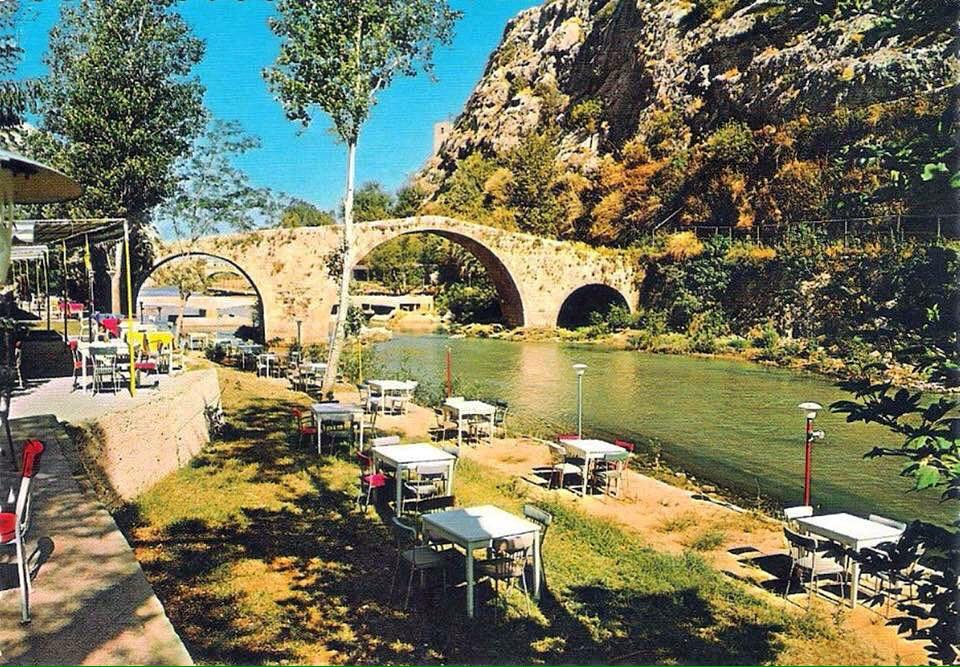
تصویری از نهرالکلب در 1965 میلادی

نهر الکلب به معنی رود سگ یک رود در لبنان است که از نزدیکی غار جعیتا به دریای مدیترانه می‌ریزد.
از دوران باستان دماغه نهرالکلب به عنوان یک مانع طبیعی در سواحل لبنان در نظر گرفته می‌شد، بنابراین یک نقطه استراتژیک بود. در واقع، دشواری گذرگاه، حضور اولین نقش برجسته‌هایی را که توسط اولین فاتحان به افتخار شکوه آنها و به منظور اطمینان از مشروعیت قدرت آنها حجاری شده است، توضیح می‌دهد. این عامل تکراری در این دماغه تا دوران مدرن و معاصر ادامه داشته است. این نقش برجسته‌ها، فراتر از بافت تاریخی خود، داده‌های ارزشمندی را در سطوح ژئومورفولوژی، باستان‌شناسی و کتیبه‌شناسی ارائه می‌دهند. سایت باستان‌شناسی نهرالکلب مکانی منحصر به فرد است که شواهد کتیبه نگاری و شمایل نگاری حکاکی شده بر روی صخره‌های دماغه‌های کنار رودخانه نهرالکلب را حفظ می‌کند و شامل ۲۲ لوح، نقش برجسته و کتیبه یادبود از هزاره دوم قبل از میلاد است تا هزاره دوم پس از میلاد است. 